# Jasim bin Jabir
Jasim ibn Jabir (en arabe : جاسم بن جابر) était un pirate du XIXe siècle dans le Golfe Persique.
Jasim avait ses quartiers généraux à Udaid et attaquait les navires britanniques chargés de richesses qui s'aventuraient dans le Golfe. Khalifa, le dirigeant d'Abou Dabi, obtient des autorités britanniques l'autorisation d'attaquer Udaid en mai 1836, où il tuera 50 hommes et détruira toutes les maisons et fortifications. On ne sait pas ce qu'est devenu Jasim bin Jabir.